# Ужгородська дитяча залізниця
У́жгородська дитя́ча (Мала́ Закарпа́тська) залізни́ця — дитяча залізниця в місті Ужгород (Закарпатська область). Установа позашкільної освіти дітей, що знайомить їх із залізничними спеціальностями. Одна з найкоротших дитячих залізниць у Європі і найкоротша в Україні (завдовжки — 1,1 км).

## Історія
Дитяча залізниця була відкрита у серпні 1947 року, в день залізничника. Тупикова колія завдовжки 1,1 км прямує вздовж  річки Уж з центру міста від синагоги (нині — органний зал філармонії) до парку «Підзамковий». На залізниці існували дві станції «Сталінська» та «Парк». Спочатку на залізниці працювали паровоз та два дерев'яні вагони. Трохи пізніше залізниця отримала тепловоз ТУ2 і два вагони Pafawag. 
Після розвінчання культу особи Сталіна станція «Сталінська» була перейменована на «Піонерську». Тоді ж на залізницю надійшли тепловоз ТУ3, два вагони ПВ40 і ще один тепловоз ТУ2. Трохи пізніше паровоз і два вагони Pafawag списали.

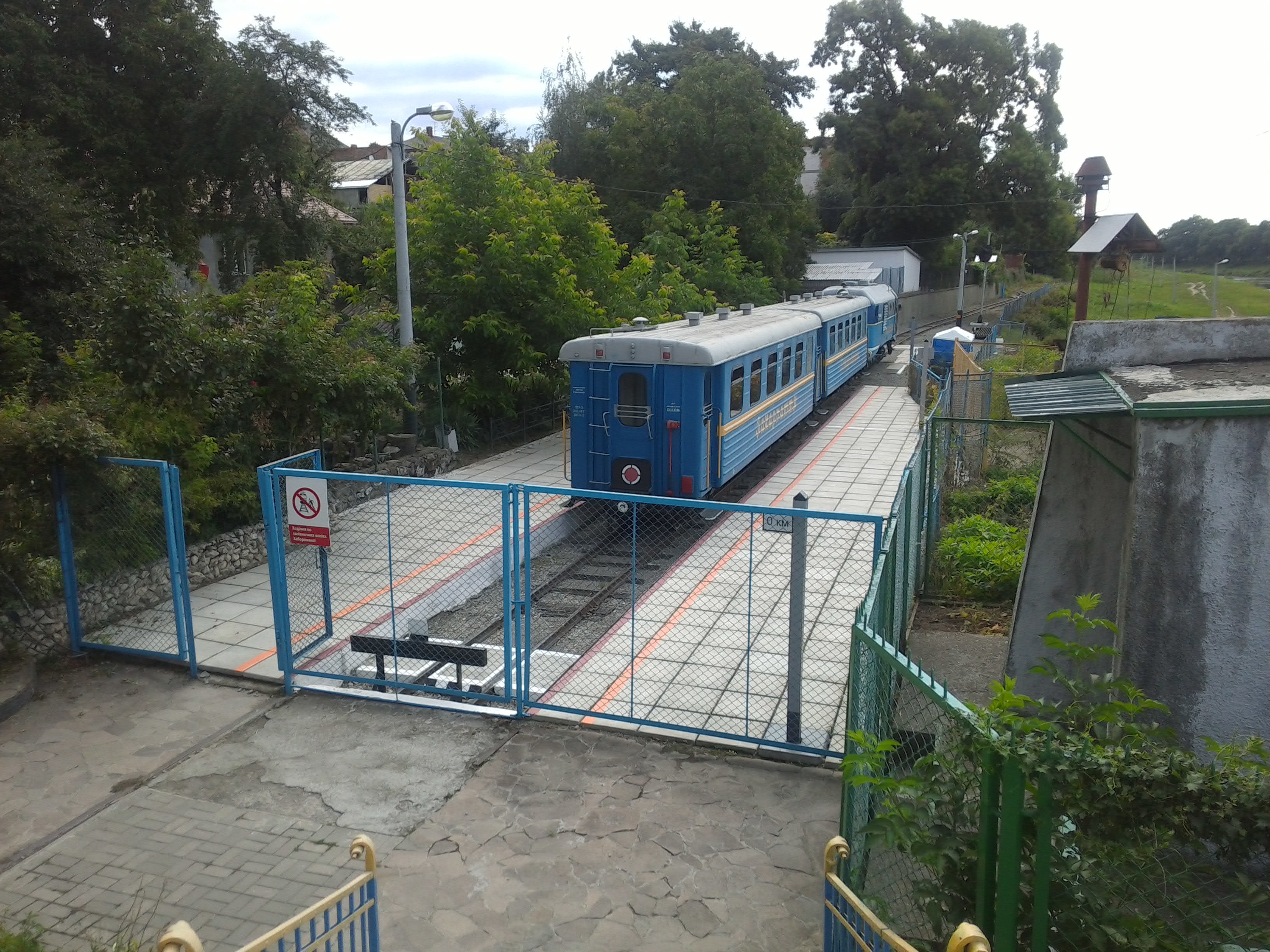
Вхід на станцію Молодіжна

У 1990-х роках станція «Піонерська» перейменована на «Молодіжну». Приблизно тоді ж були списані тепловоз ТУ3 та один з тепловозів ТУ2. Відтоді на залізниці працюють тепловоз ТУ2 та два вагони ПВ40. 
Час від часу залізниця страждала від повеней, оскільки розташована вздовж берега річки Уж. Саме тому, починаючи з 2000-х років неодноразово були спроби її закриття. 
У 2008 році, за декілька днів до початку сезону, було оголошено про закриття залізниці, аргументуючи тим, що дуже мала кількість учнів. Однак рухомий склад залишався на станції «Молодіжна». Влітку 2009 року станція була реконструйована ентузіастами, а саме: відремонтований тепловоз та вагони, відновлена колія. 1 серпня 2009 року Ужгородська дитяча залізниця знову відновила роботу, проте пропрацювала нетривалий час — навесні 2010 року роботу вузькоколійки була припинена. 
У 2011 році в Ужгороді, під час зустрічі керівника Львівської залізниці Богдана Піха з тодішнім головою Закарпатської ОДА Олександром Ледидою та мером Ужгорода Віктором Погорєловим, йшлося про намір Львівської залізниці передати дитячу вузькоколійку місцевій владі. На сесії Ужгородської міської ради депутати вирішили прийняти дитячу залізницю у комунальну власність, але справа до цього так і не дійшла.

## Сучасний стан
Чергова надія реанімувати залізницю зажевріла у січні 2016 року. Голова Закарпатської обласної адміністрації Геннадій Москаль пообіцяв занести до Кабінету Міністрів України проєкт рішення про передачу дитячої залізниці на баланс Ужгорода, але до юридичного рішення ситуація так і не дійшла. Незважаючи на це, у червні 2016 року почались ремонтні роботи з відновлення колії. Також відремонтована станція «Молодіжна» та «Парк», реконструйовані платформи, відновлений й пофарбуваний рухомий склад (у синю ліврею з написом «Закарпаття») та придбані комплекти дитячої форми для юних залізничників.
24 серпня 2016 року, з нагоди Дня Незалежності України, дитячу залізницю було урочисто відкрито. На святковому заході були присутні містяни, мер Ужгорода Богдан Андріїв та голова обласної адміністрації Геннадій Москаль.
1 травня 2017 року розпочато новий сезон роботи залізниці. У серпні 2017 року Ужгородська дитяча залізниця відсвяткувала свій 70-й день народження.
Наприкінці сезону 2019 року залізницю було тимчасово закрито через поломку локомотива та небажання «Укрзалізниці» виділити гроші на його ремонт. З кінця 2019 та впродовж 2020 року юні залізничники та інструктори намагалися відновити спонсорування дитячої залізниці для її відкриття. У грудні 2020 року «Укрзалізниця» почала скорочувати штат, а дитяча залізниця втратила всіх інструкторів. У березні 2021 року зусилля юних залізничників, колишніх інструкторів та преси показали, що дитяча залізниця в Ужгороді буде працювати й надалі і вже у травні 2021 року вона була знову відкрита. 
Ужгородська дитяча залізниця працює[коли?] у вихідні та святкові дні і є однією з 9-ти діючих дитячих залізниць України.
20 листопада 2023 року Кабінет Міністрів України ухвалив рішення про відчуження залізниці шляхом передачі майна до комунальної власності Ужгородської міської громади. Розпорядженнями чітко визначено, що передача дитячої залізниці здійснюється за умови збереження цільового призначення та зобов'язання не відчужувати у приватну власність.